# JAC Rein
JAC Rein (кит. 瑞鹰) — компактный кроссовер китайской компании JAC Motors, созданный «с оглядкой» на Hyundai Santa Fe первого поколения, но технически не имеющий к нему никакого отношения.

## История
Первоначально автомобиль JAC Rein назывался JAC Eagle. Позднее такое название использовалось для переименования кроссоверов типа JAC Refine.
За основу дизайна этой модели была взята южнокорейская модель Hyundai Santa Fe первого поколения. Задние фонари скопированы с японской модели Lexus RX. Стоимость автомобиля в 2012 году — 79 800 юаней.

## Особенности
Автомобиль JAC Rein оснащается двигателями внутреннего сгорания объёмом 1,9—2,4 литра.

## Галерея

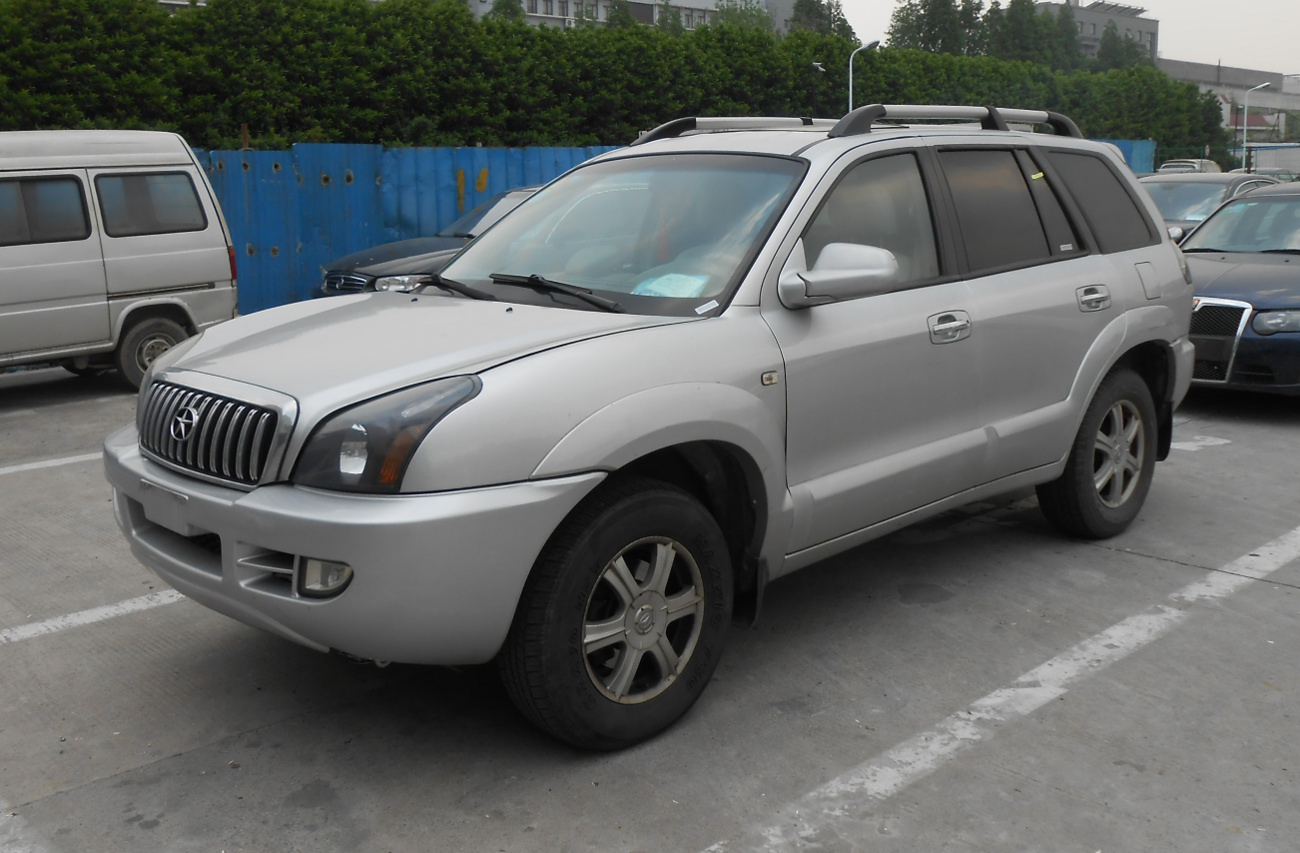
Вид спереди
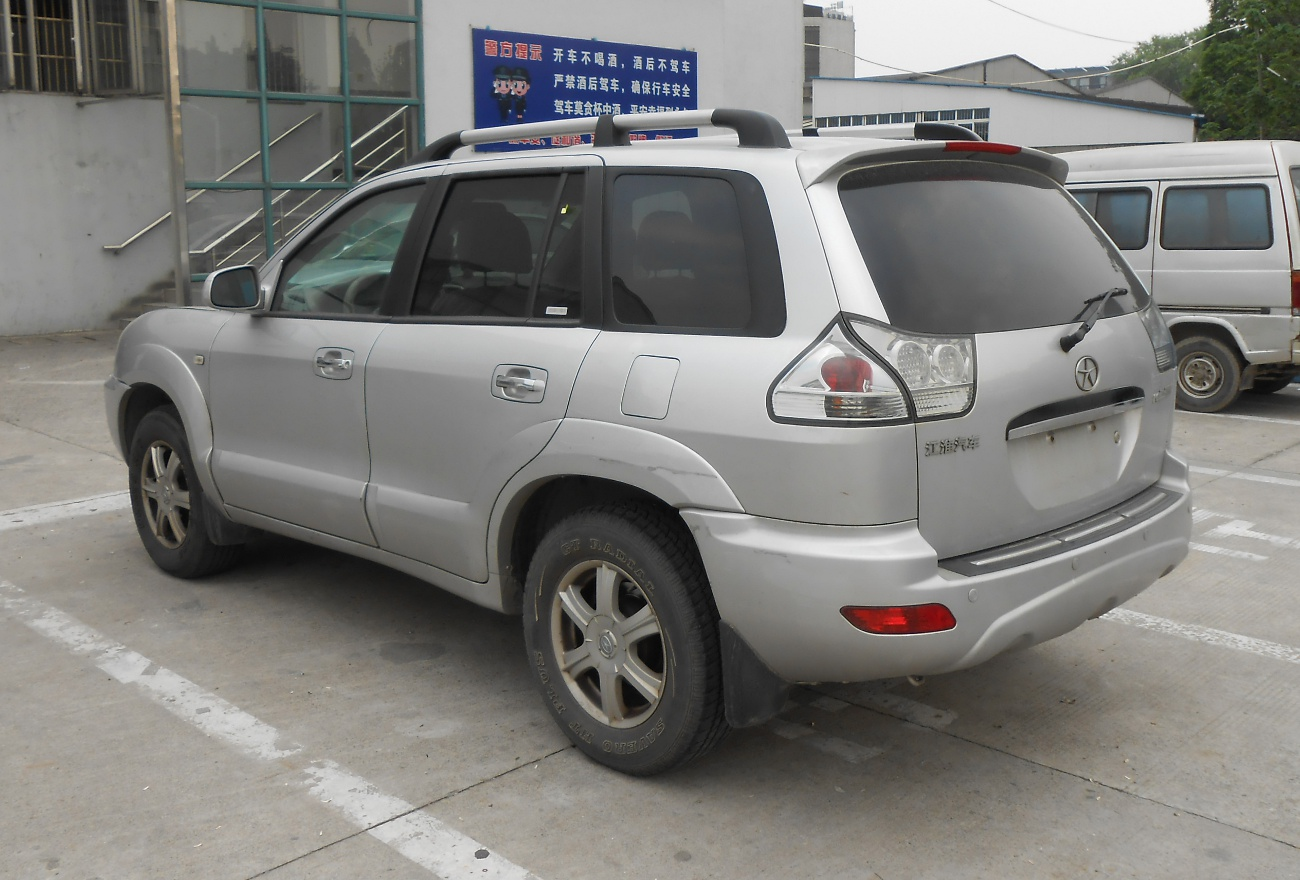
Вид сзади
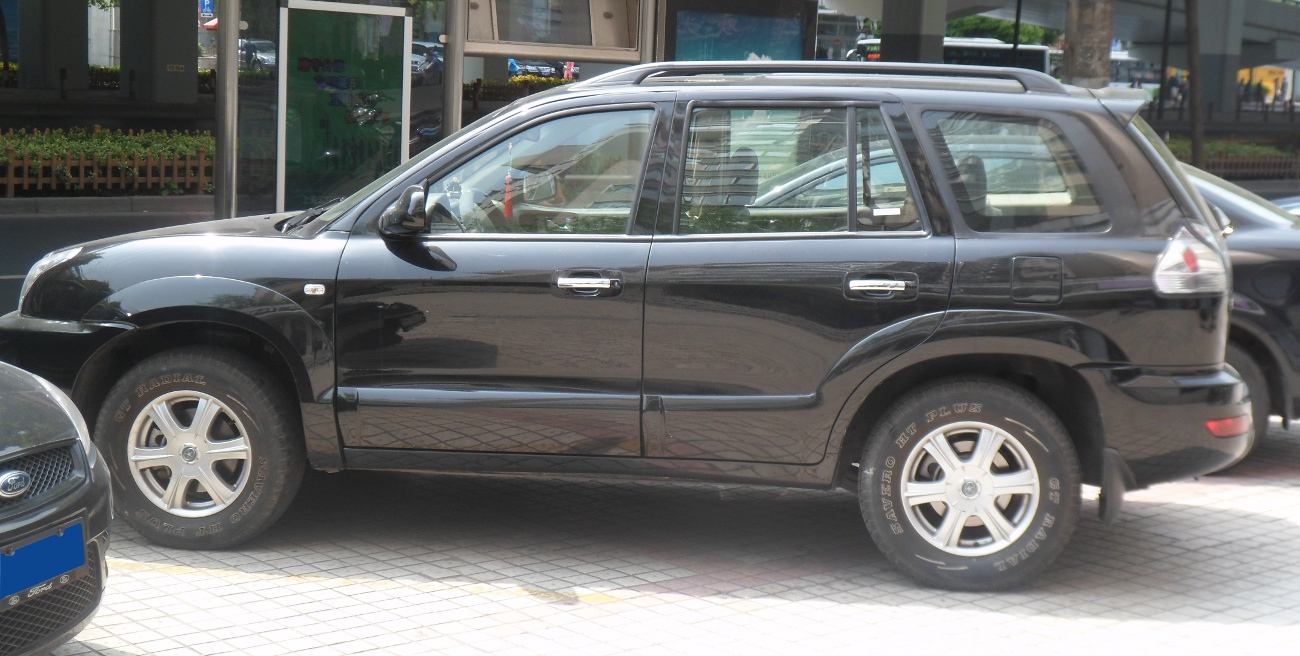
Вид сбоку